# Evergreeny ze Semaforu 2
Evergreeny ze Semaforu 2 (1989) je album písniček Jiřího Suchého ze 60. let 20. století, z prvních let Semaforu. Jedinou drobnou výjimkou je písnička Miláčku, původně z divadelní hry Kytice (1972), kterou zhudebnil Ferdinand Havlík. Všechny ostatní melodie složil Jiří Šlitr. Písně jsou ale nahrány nově v nových aranžích. Na albu je jich 13.

## Písničky
1. Léta dozrávání – 3:46
2. Písnička pro Zuzanu – 3:46
3. Tak jako ten Adam – 3:35
4. Tulák – 2:49
5. Ach, ta láska nebeská – 3:57
6. Modré punčochy – 2:50
7. Šišlala – 1:14
8. Růže růžová – 3:48
9. Rekomando blues – 2:28
10. Jó, to jsem ještě žil – 4:47
11. Babeta – 3:40
12. Miláčku – 2:07
13. Surrealistická krajina – 3:32

## Nahráli
- Jiří Suchý – zpěv (1–13)
- Jitka Molavcová – zpěv (4, 5, 12)
- C & K Vocal, vedoucí Ladislav Kantor – zpěv (1–3, 8–10, 12, 13)
- hraje Orchestr Ferdinanda Havlíka
- aranžmá: Ferdinand Havlík (1–8, 11–13), František Prokop (9), Jiří Cerha (10)